# Municipio de Sycamore (condado de Wyandot)
El municipio de Sycamore (en inglés: Sycamore Township) es un municipio ubicado en el condado de Wyandot en el estado estadounidense de Ohio. En el año 2010 tenía una población de 1600 habitantes y una densidad poblacional de 25,52 personas por km².

## Geografía
El municipio de Sycamore se encuentra ubicado en las coordenadas 40°56′41″N 83°9′12″O / 40.94472, -83.15333. Según la Oficina del Censo de los Estados Unidos, el municipio tiene una superficie total de 62.7 km², de la cual 62,69 km² corresponden a tierra firme y (0,01 %) 0,01 km² es agua.

## Demografía
Según el censo de 2010, había 1600 personas residiendo en el municipio de Sycamore. La densidad de población era de 25,52 hab./km². De los 1600 habitantes, el municipio de Sycamore estaba compuesto por el 98,81 % blancos, el 0,06 % eran afroamericanos, el 0,44 % eran amerindios, el 0,13 % eran asiáticos, el 0,19 % eran de otras razas y el 0,38 % eran de una mezcla de razas. Del total de la población el 1,19 % eran hispanos o latinos de cualquier raza.